# لشم سرا
لشم سرا، روستایی است از توابع بخش کوهستان شهرستان تنکابن در استان مازندران ایران میباشد.

## جمعیت
این روستا در دهستان میاندامان قرار دارد و براساس سرشماری مرکز آمار ایران در سال ۱۳۹۵، جمعیت آن کمتر از سه خانوار بوده است.